# 数字で救う!弱小国家
『数字で救う！弱小国家』（すうじですくう！じゃくしょうこっか）は、長田信織による日本のライトノベル。イラストは紅緒。略称は「すうすく」。電撃文庫（KADOKAWA）より2017年8月から刊行されている。
メディアミックスとして、えかきびとによるコミカライズが「月刊コミックアライブ」（KADOKAWA）にて、2019年9月号より2022年8月号まで連載された。

## あらすじ
主人公の芹沢直希は引っ越しのアルバイト中に起こったエレベーターの落下事故を機に異世界へ飛ぶ。たまたま見つけた小屋で暖を取っていたところ、壁にある世界地図に世界情勢と思わしき数字へ興味を持った。
ヒロインのソアラは若くして国の実権を握ることとなっていた。頭脳明快、聡明で国政においても理論的に進めようとするが、感情的で頭の固い高齢の家臣との話が合わないことや、国王である父との仲が悪化していることに辟易していた。
実はそのナオキが転がり込んだ小屋はソアラの秘密基地であり、二人は鉢合わせることとなる。余暇に数学力を駆使して未知の世界情勢を分析していたナオキにソアラは驚愕し、自身の行いを理解してくれることに感動していた。だがその時、謎の襲撃者が小屋へ来るのであった。
この物語は数学オタクであるナオキがソアラとともに、現代の数学理論を活用し弱小国家であるファヴェールを導く物語である。

## 登場人物
芹沢 直希（せりざわ なおき）
本作の主人公。作中での呼び名又は表示名は「ナオキ」。フリーター。
数学者の祖父を持ち、本人も数学を大得意としている。幼少期からその才能を発揮し、大学まで進んでいた。
常に自分用の関数電卓を持ち歩いており、作中ではそれをふんだんに駆使している。

ソアラ・エステル・ロートリンデ
本作のメインヒロイン。17歳。小王国ファヴェールの王女。
戦争も近い緊張状態にある現状で、ファヴェールが残る為の方法を考えるものの、栄誉ばかり考えて国を守る具体案を示さない家臣にうんざりしており、自分一人で対策を練り国を守ろうとしていた。
今のままではファヴェールはまず勝てないという思考から、今の世界のルール自体を変えようと模索する。

## 登場国
同盟「プライアンス」
以下の国々が南西部に置ける国々が国教として定める伝統派教会の掲げる教義と国家方針の齟齬に加え、それらの教義の強制を主義とする軍事同盟「誓連会」への対抗、教会・国家が行っている新興宗教「福音派」への宗教弾圧に端を発する混乱への介入を目的とした多国間軍事同盟。
しかし、現状烏合の衆であり連携が全く取れておらず誓連会との戦闘ではファヴェール王国以外は敗退が続いている。
ファヴェール王国
本作の舞台である小さな王国。
約40年前にオルデンボーより独立した国である。
国土は大きいが、北国である為大半は寒冷地・森林地帯である。そのため主な産業は鉄鋼となっており海に広く面している。しかし、海運は隣国のオルデンボーに掌握されており、このような理由で国力は乏しくなっている。
国王は病で倒れている為、現在の国政は王女のソアラが司っている。

オルデンボー
ファヴェールとトロンの南に位置する国。過去にファヴェールがこの国より独立しているが、現在は陸と海、どちらでも交易の要所を確保しており、国力は高い。が賛否で国庫はカツカツ。国王は「血船王」の異名を持つ好戦的な性格で無能ではないが優秀という程でもない。ナオキのタカハトゲーム理論を応用した外交戦略で通商制海権を失い戦争で勝ったのに戦利が逆転されている。

エイルンラント帝国
東に位置する、国土・国力どちらも大きな島国。
島国であるが故に海軍力が高く、オルデンボーとは海の覇権を巡り抗争を繰り広げている。
後にマイセンヴルク帝国率いる「誓連会」の脅威を前に多国間軍事同盟を立ち上げ宗主国となる。

ベネルクス連合
大陸に存在し、南に位置している連合王国。
西の複数国に対抗する為陸に重きを置いており、工業力の高い国であるが、オルデンボーとエイルンラントには制海力で後れを取っている。

トロン
オルデンボーの実質的支配下にある王国。ファヴェールの東に位置する。
ファヴェールとの国境には高い山脈が在り、陸を歩いてファヴェールより渡り到達する事は不可能である。

海運交易商人ギルド連合
商人により形成された自由都市国家。大陸に存在し、オルデンボーより西に位置している。
各勢力の中央に位置する為、国間の小競り合いに介入してはそこで利益を得ている。
モスコヴィア帝国
同盟非加盟国、ファヴェールの西に位置する大国。南方隣国ピエルフシェフ共和国、ファヴェール王国と三つ巴の戦争状態だった。
かつての皇家は皇帝死去の後に跡を継いだ幼帝に敗戦への不満から市民クーデターが起き娘1人を残して殺害、後にその簒奪政権もクーデターにより転覆し混乱したまま戦争継続した為、特に共和国により攻め落とされるのも時間の問題となっていた。

## 既刊一覧

### ライトノベル
- 長田信織（著）・紅緒（イラスト）、KADOKAWA〈電撃文庫〉、既刊5巻（2020年3月10日現在）
  - 『数字で救う！ 弱小国家 電卓で戦争する方法を求めよ。ただし敵は剣と火薬で武装しているものとする。』、2017年8月10日発売[3]、ISBN 978-4-04-893271-4
  - 『数字で救う！ 2 電卓で友だちを作る方法を求めよ。ただし最強の騎兵隊が迫っているものとする。』、2018年4月10日発売[4]、ISBN 978-4-04-893796-2
  - 『数字で救う！ 3 幸せになれる確率を求めよ。ただしあなたの過去は変わらないものとする。』、2018年10月10日発売[5]、ISBN 978-4-04-912023-3
  - 『数字で救う！ 4 平和でいられる確率を求めよ。ただし大戦争は必須であるものとする。』、2019年7月10日発売[6]、ISBN 978-4-04-912671-6
  - 『数字で救う！ 5 勝利する者を描け。ただし敵は自軍より精鋭と大軍であるものとする。』、2020年3月10日発売[7]、ISBN 978-4-04-912893-2

### コミックス
- 長田信織（原作）・紅緒（キャラクター原案）・えかきびと（作画）、KADOKAWA〈MFコミックス アライブシリーズ〉、全6巻
  - 『数字で救う! 弱小国家 1 電卓で戦争する方法を求めよ。ただし敵は剣と火薬で武装しているものとする。』、2020年1月23日発売[8][9]、ISBN 978-4-04-064300-7
  - 『数字で救う! 弱小国家 2 電卓で戦争する方法を求めよ。ただし敵は剣と火薬で武装しているものとする。』、2020年7月20日発売[10]、ISBN 978-4-04-064739-5
  - 『数字で救う! 弱小国家 3 電卓で戦争する方法を求めよ。ただし敵は剣と火薬で武装しているものとする。』、2021年1月21日発売[11]、ISBN 978-4-04-680190-6
  - 『数字で救う! 弱小国家 4 電卓で戦争する方法を求めよ。ただし敵は剣と火薬で武装しているものとする。』、2021年6月23日発売[12]、ISBN 978-4-04-680465-5
  - 『数字で救う! 弱小国家 5 幸せになれる確率を求めよ。ただしあなたの過去は変わらないものとする。』、2022年2月22日発売[13]、ISBN 978-4-04-680947-6
  - 『数字で救う! 弱小国家 6 幸せになれる確率を求めよ。ただしあなたの過去は変わらないものとする。』、2022年7月23日発売[14]、ISBN 978-4-04-681522-4